# ابردین (واشینگتن)

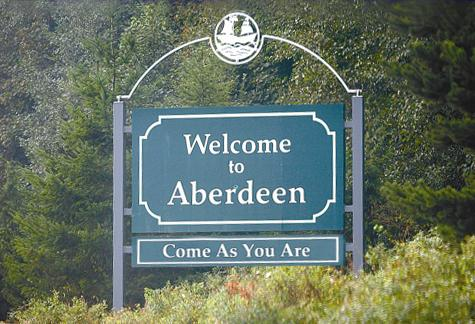
تابلوی خوشامدگویی شهر که به یاد کرت کوبین، عبارت «همان‌طور که هستی بیا» (نام یکی آهنگ‌های معروف نیروانا) پائین آن درج شده‌است.

ابردین (به انگلیسی: Aberdeen) شهری است در ایالت واشینگتن در آمریکا که در سال ۱۸۸۴ (میلادی) به‌وسیلهٔ شخصی به‌نام «ساموئل بن» بنیان گذاشته شد.
این شهر بیشتر به عنوان خاستگاه موسیقی گرانج و زادگاه کرت کوبین (ستارهٔ راک آمریکایی) شناخته‌شده‌است.